# Carangoides talamparoides
Carangoides talamparoides es una especie de peces de la familia Carangidae en el orden de los Perciformes.

## Morfología
• Los machos pueden llegar alcanzar los 30 cm de longitud total.

## Distribución geográfica
Se encuentra en las  costas tropicales del Océano Índico y del oeste del Océano Pacífico.